# Rainer Münzel
Rainer Konrad Münzel (* 9. April 1956 in Karlstadt) ist ein deutscher Diplomat, der von 2014 bis 2016 Botschafter in Äquatorialguinea war. Zwischen 2020 und 2022 war er Generalkonsul in Recife, Brasilien.

## Leben
Münzel begann nach dem Abitur in Würzburg 1975 ein Studium der Fächer Romanistik und Katholische Theologie an der Julius-Maximilians-Universität Würzburg, Hebräischen Universität Jerusalem sowie der Universität Montpellier. Nach dem Ersten Staatsexamen 1981 absolvierte er zwischen 1981 und 1984 sein Referendariat in Bamberg sowie Nürnberg und legte anschließend 1984 sein Zweites Staatsexamen ab.
1984 begann Münzel den Vorbereitungsdienst für den höheren Auswärtigen Dienst und war nach dessen Abschluss von 1986 bis 1987 zunächst im Auswärtigen Amt in Bonn tätig sowie anschließend zwischen 1987 und 1990 an der Botschaft in Griechenland, ehe er von 1990 bis 1991 Verwendung an der Botschaft in Israel fand. Nach einer erneuten Tätigkeit von 1991 bis 1994 im Auswärtigen Amt war er zwischen 1994 und 1997 Mitarbeiter der Botschaft in Kenia sowie von 1997 bis 2001 am Generalkonsulat in New York City.
Im Anschluss war Münzel zwischen 2001 und 2002 Referatsleiter im Bundespräsidialamt sowie danach von 2002 bis 2005 Stellvertretender Referatsleiter im Auswärtigen Amt, ehe er zwischen 2005 und 2009 Generalkonsul in Houston war. Nach einer Verwendung von 2009 bis 2011 als Leiter der Abteilung für Rechts- und Konsularangelegenheiten an der Botschaft in Polen fungierte er zwischen 2011 und 2013 als Mitarbeiter des Leitungsstabes im Bundesministerium für Wirtschaft und daraufhin von Januar bis August 2014 als Mitarbeiter der Gesellschaft für Außenwirtschaft und Standortmarketing GTAI (Germany Trade and Invest) in Berlin.
Im August 2014 wurde Münzel als Nachfolger von Michael Klepsch Botschafter der Bundesrepublik Deutschland in Äquatorialguinea. Diesen Posten bekleidete er bis September 2016 und wurde dann durch Elmar Jakobs abgelöst. Münzel ging als Leiter der Wirtschaftsabteilung an die Botschaft in Brasilia und wechselte von dort im Sommer 2020 auf den Posten des Generalkonsuls in Recife, wo er bis 2022 blieb.